# نوشيروان مصطفى
نوشيروان مصطفى (1944 - 19 مايو 2017) سياسي ومناضل كردي عراقي بارز، ومؤسس حركة التغيير الكردية وبدأ مشواره في صفوف الاتحاد الوطني الكردستاني وأصبح نائبا لسكرتير الحزب جلال طالباني حتى أواخر عام 2006 حيث أعلن استقالته من الحزب، وأسس شركة وشه أي الكلمة المعنية بالثقافة والإعلام، والتي أصدرت صحيفة أسبوعية باللغة الكردية. في بداية سنة 2009 أسس حركة التغيير (گۆڕان) وهي تنظيم سياسي يتألف من تجمّع طوعي للمواطنين المؤتلفين حول البرنامج السياسي والمنهاج الداخلي لحركة التغيير. مساحة أنشطة حركة التغيير تشمل إقليم كردستان والعراق وأي منطقة أخرى يقيم فيها مواطنو كردستان.

## تاريخها
يعود تاريخ حركة التغيير ككيان سياسي وقائمة مشاركة في الانتخابات النيابية في إقليم كردستان، إلى شهر نيسان من عام 2009، وتحديدا إلى 16 أبريل 2009، عندما أعلن نوشيروان مصطفى في سياق مقابلة مع صحيفة «الشرق الأوسط» اللندنية بعددها 11092 بأنه سيقود قائمة انتخابية خاصة، منفصلة عن قوائم الأحزاب الأخرى في كردستان العراق، لخوض الانتخابات النيابية. كياناً سياسياً: بتاريخ 28/4/2009 صادقت المفوضية العليا المستقلة للانتخابات في العراق رسمياً، وبموجب مذكرتها المرقمة 159، على قائمة التغيير كياناً سياسياً رسمياً في إقليم كردستان. وللمشاركة في انتخابات مجلس النواب العراقي صادقت المفوضية العليا المستقلة للانتخابات، وبموجب مذكرتها المؤرخة في 27 / 8/ 2009، عن مصادقتها على قائمة التغيير كياناً سياسياً رسمياً على مستوى العراق. حركة سياسية: يعود تأريخ الإعلان عن حركة التغيير (گۆڕان) تنظيماً سياسياً إلى 31 /5 / 2010 إذ مُنحت الحركة الإجازة الرسمية من قبل وزارة الداخلية في حكومة إقليم كردستان بموجب المذكرة المرقمة 13382. ثقل الحركة: في الانتخابات النيابية التي جرت في إقليم كردستان عام 2009 حصلت قائمة التغيير على 25 مقعدا برلمانياً من اصل 111 مقعداً، وبذلك أصبحت ثاني أكبر كتلة برلمانية وأصبحت أكبر قوة معارضة على مستوى إقليم كردستان. وفي انتخابات مجلس النواب العراقي التي جرت عام 2010 ظهرت قائمة التغيير كثاني أكبر قوة سياسية في إقليم كردستان. وعلى مستوى العراق حصدت 487,181 صوتاً وحصلت في تلك الانتخابات على ثمانية مقاعد في مجلس النواب العراقي وبذلك أصبحت خامس كتلة برلمانية في مجلس النواب العراقي. الذي انضم إليها الكثير من قياديي وأعضاء حزب الاتحاد الوطني الكردستاني.
تعرضت هذه الحركة إلى مضايقات كثيرة من قبل الحزبين الحاكمين حيث تعرضت مقراتهم للحرق وتم فصل وقطع رواتب الكثير من موظفي الدولة الذين انضموا إلى هذه الحركة. افتتح عام 2009 قناة تلفزيونية فضائية أخبارية بعنوان KNN أي «شبكة أخبار كردستان».

## الانتخابات
شاركت حركة التغيير في انتخابات 2009 النيابية الكردية المحلية حيث حصلت قائمته المسمى بـ «التغيير - كَوران» خمسة وعشرين مقعدا من أصل مئة وعشرة مقاعد.
شارك أيضا في الانتخابات البرلمانية العراقية في 7 مارس2009 وحصلت قائمة التغيير على 8 مقاعد من اصل 325 مقعد في البرلمان العراقي.
اشتهر الزعيم نيشروان مصطفى بحياة بسيطة للغاية ومحاربة المسؤولين الذين ينهبون أموال الدولة باسم الوطنية والخلفية النضالية.
وقد كان الرجل الثاني في الاتحاد الوطني الكردستاني منذ تأسيسه ولغاية 2007.
للزعيم نوشيروان مصطفى سفر نضالي مشرف، فقد انضم إلى صفوف الحركة التحررية الكردية، منذ أوائل الستينات من القرن الماضي، وأسس مطلع السبعينات من القرن ذاته «عصبة الشغيلة الكردستانية» التي استقطبت كل الثوار الأكراد الحقيقيين، بعد انهيار ثورة أيلول التي بزعامة الزعيم الراحل «الملا مصطفى البرزاني» عام 1975، وانضم هو وعصبته بعد ذلك التأريخ إلى صفوف الاتحاد الوطني الكردستاني الذي كان شخصيا أحد مؤسسيه الأوائل، وتولى موقع الأمين العام المساعد للاتحاد، وقاد بنفسه معظم الملاحم التأريخية الدامية ضد قوات الاحتلال البعثي الصدامي في غالبية أرجاء كردستان، وساهم في تدويل القضية الكردية في الكثير من المحافل الدولية، ورسم بنفسه خطط انتفاضة شعب كردستان في آذار/ مارس من عام 1991، ونفذ فصولها الرئيسية التي توجت بتحرير مدينة كركوك في يوم نوروز 21/3/1991، فلقبته القوى السياسية الكردستانية وجماهير شعب كردستان على اثر ذلك بمهندس الانتفاضة، كما وضع إستراتيجية إرساء النظام الفيدرالي – الاتحادي في إقليم كردستان كشكل من أشكال العلاقة بين الإقليم وبغداد مستقبلا، وهيأ أسس إجراء أول انتخابات تشريعية حرة في تأريخ كردستان والعراق ربيع عام 1992، وأسس أول حكومة كردستانية في ألإقليم في أيار من العام ذاته، وظل طوال مسيرته النضالية المشرفة كمسؤول رفيع في الاتحاد الوطني وكسياسي مخضرم، من ألد أعداء الفساد بكل أشكاله، ودعا وأصر على مكافحته باستمرار، كما وأتحف المكتبة الكردية بسلسلة مطولة من المؤلفات السياسية والأدبية والـتأريخية والإعلامية التي لا تقدر بثمن، استقال من منصبه في الاتحاد الوطني الكردستاني مع مجموعة من رفاقه القياديين عام 2006،- وتفرغ لإنشاء مؤسسة «وشه» الإعلامية التي تحولت فيما بعد إلى النواة الحقيقية لحركة التغيير عام 2007 التي باتت بعد انتخابات عام 2009 أبرز تيار سياسي معارض في كردستان، يستقطب قطاعا واسعا من أبناء شعب كردستان بمختلف قومياتهم وطوائفهم وأديانهم ومذاهبهم وانتماءاتهم، ويخوض مصطفى وحركته السياسية حاليا، نضالا مدنيا وحضاريا شرسا للفوز في الانتخابات التشريعية المقررة في 21 أيلول 2013، بغية الوصول إلى الحكم وتنفيذ برنامج الحركة الإصلاحي المتمثل بتغيير النظام السياسي من الرئاسي إلى البرلماني ومكافحة الفساد بكل أنواعه وفي كل محافل الحياة في كردستان.

## وفاته
توفي يوم 19 مايو 2017 عن عمر يناهز 73 سنة بعد صراع طويل مع المرض.